# Fernando José Monteiro Guimarães
Fernando José Monteiro Guimarães CSsR (ur. 19 lipca 1946 w Recife) – brazylijski duchowny katolicki, arcybiskup polowy Brazylii w latach 2014–2022.

## Życiorys
15 sierpnia 1971 otrzymał święcenia kapłańskie w zgromadzeniu redemptorystów. Przez kilka lat był duszpasterzem w zakonnych parafiach. W latach 1980–1983 pracował w kilku dykasteriach Kurii Rzymskiej, zaś po powrocie do kraju został sekretarzem wykonawczym komisji archidiecezji Rio de Janeiro ds. nauki wiary. W 1990 uczestniczył jako doradca w Synodzie Biskupów, a po zakończeniu obrad objął stanowisko wykładowcy w instytucie teologicznym w Rio de Janeiro. W 1994 został pracownikiem Kongregacji ds. Duchowieństwa.
12 marca 2008 papież Benedykt XVI mianował go biskupem diecezji Garanhuns. Sakry biskupiej udzielił mu 31 marca 2008 kardynał Cláudio Hummes.
6 sierpnia 2014 papież Franciszek mianował go arcybiskupem polowym Brazylii.
13 marca 2022 papież Franciszek przyjął jego rezygnację z funkcji arcybiskupa polowego Brazylii.